# Franck Obambou
Franck Obambou (sinh ngày 26 tháng 6 năm 1987) là một cầu thủ bóng đá người Gabon thi đấu cho ES Sétif ở Giải bóng đá hạng nhất quốc gia Algérie.

## Sự nghiệp quốc tế

### Bàn thắng quốc tế
Tỉ số và kết quả liệt kê bàn thắng của Gabon trước.
| #  | Ngày                | Địa điểm                          | Đối thủ | Tỉ số | Kết quả | Giải đấu                           |
| -- | ------------------- | --------------------------------- | ------- | ----- | ------- | ---------------------------------- |
| 1. | 24 tháng 1 năm 2016 | Sân vận động Huye, Butare, Rwanda | Gabon   | 1–1   | 1–4     | Giải vô địch bóng đá châu Phi 2016 |